# Niclas Hval
Niclas Hval, född 7 dec 1974, är en svensk översättare från engelska. Sedan 2014 undervisar han även i skönlitterär översättning vid Akademin Valand på Göteborgs universitet.

## Omnämnanden
Hvals översättning av Nikolai Groznis roman Wunderkind fick priset som Årets översättning 2012 med motiveringen: ”För att han oförskräckt och med glödande nerv återger hela registret hos Nikolai Groznis musikaliska prosa i romanen om de dödsföraktande unga musikgenierna i kommunismens Sofia.”
Recensenten Mattias Hagberg skriver om den svenska utgåvan av Rachel Cusk:s Aftermath att "Nu finns boken på svenska i följsam översättning av Niclas Hval och det är bra".

## Översättningar (urval)
- Nick Hornby: 31 låtar (Thirty-one songs) (Forum, 2003)
- Mitch Albom: Fem personer du möter i himlen (The five persons you meet in heaven) (Forum, 2004)
- Nick Flynn: Ännu en jävla natt i Suck City (Another bullshit night in Suck City) (Forum, 2006)
- Tom Perrotta: Lektioner i avhållsamhet (The abstinence teacher) (Natur och kultur, 2008)
- Monica Ali: Sommaren i Mamarrosa (Alentejo Blue) (Forum, 2008)
- Junot Díaz: Oscar Waos korta förunderliga liv (The brief wondrous life of Oscar Wao) (Bonnier, 2009)
- Miguel Syjuco: Ilustrado (Ilustrado) (Natur och kultur, 2010)
- Marlene van Niekerk: Agaat (Agaat) (Weyler, 2012)
- Nadeem Aslam: Den blinde mannens trädgård (The blind man's garden) (Forum, 2014)
- Rachel Cusk: (2020). Efterbörd: om äktenskap och skilsmässa. [Stockholm]: Albert Bonniers förlag. Libris 2dk2w0g3066wpbc1. ISBN 9789100182168

## Priser och stipendier
- Årets översättning 2012
- Adlerbertska konststipendierna 2013
- Region Hallands arbetsstipendium 2018[3]
- Stiftelsen Natur & Kulturs översättarpris 2021